# 桔梗屋 (秋田県)
桔梗屋（ききょうや）は、秋田県能代市畠町にある文禄元年(1592年)創業の老舗和菓子造業者。伝統的な銘菓、「翁飴」を製造している。

## 概要
甲斐武田氏宗家武田信昌の分流常陸青柳武田弘吉の孫信興が、加賀宮の腰（現石川県金沢市金石町）で饅頭の製造を始め、その後野代（現在の能代市）に移住し創業した。四世紀を越す歴史を持つ能代では最も古い菓子屋であり、かつては久保田藩の御用菓子商も承り、名字帯刀を許されていた。。
1812年（文化9年）研究の末に和菓子「翁飴」を開発し、以降代々一子相伝の伝統的な製法で製造を続けている。

## 沿革
- 天正年間　加賀宮の腰（現石川県金沢市）で饅頭の製造を始める
- 1592年（文禄元年）野代（現能代市）に移住し、屋号を「宮腰屋」と称し創業
- 1812年（文化9年）屋号を「桔梗屋」と改称、「翁飴」を開発する
- 1951年（昭和26年）戦争の影響で停止していた翁飴の製造を再開

## 翁飴
14代目吉太郎が自家製の麦芽糖化水飴を固形化することを思い付き、研究の末に作り出した和菓子。
淡い琥珀色をした透明感のある羽二重餅のような見た目であり、とろみのあるゼリー状になっている。
滋養があるということで長寿を願う意味から「翁飴」と命名された。
原料はもち米と大麦のみを使用し、秘伝とされる伝統的な製法で代々手作りされている。

## 受賞歴
全国菓子大博覧会
- 副総裁賞 - 第16回
- 有功大賞 - 第17回
- 有功大賞 - 第18回
- 有功大賞 - 第19回
- 無鑑査賞 - 第20回
- 無鑑査賞 - 第21回
- 菓子博栄誉賞 - 第22回
- 最高賞・名誉総裁賞 - 第23回